# استلا چیلنتو
استلا چیلنتو (به ایتالیایی: Stella Cilento) یک کومونه در ایتالیا است که در استان سالرنو واقع شده‌است. استلا چیلنتو ۱۴۴ کیلومتر مربع مساحت و ۸۰۳ نفر جمعیت دارد و ۳۸۶ متر بالاتر از سطح دریا واقع شده‌است.